# Mina (Nevada)
Pour les articles homonymes, voir Mina.
Mina est une census-designated place (CDP) située dans le comté de Mineral, dans l’État du Nevada, aux États-Unis. D'après le recensement de 2020, sa population est de 127 habitants.